# Нахой (река)
Нахой — река в России, протекает в Саратовской области. Устье реки находится в 114 км по левому берегу реки Большой Караман.
Длина реки составляет 48 км, площадь бассейна — 1360 км².
На берегу реки населённые пункты: Новочарлык, Розовое, Александровка, станция Наливная (бывшее название Нахой), Пионерское.

## Данные водного реестра
По данным государственного водного реестра России относится к Нижневолжскому бассейновому округу, водохозяйственный участок реки — Большой Караман от истока и до устья. Речной бассейн реки — Волга от верхнего Куйбышевского водохранилища до впадения в Каспий.
Код объекта в государственном водном реестре — 11010001812112100010227.